# Somewhere I'll Find You
Somewhere I'll Find You, in Nederland uitgebracht als Missie naar China, is een film uit 1942. De film was Clark Gable's laatste project voordat hij het leger in ging.
De film gaat over twee broers die allebei vallen op hetzelfde meisje, op hetzelfde moment dat de Tweede Wereldoorlog uitbreekt. Het meisje vertrekt om weeskinderen bij te staan in China.
Lana Turner werd ontslagen toen ze tegen de wensen van Metro-Goldwyn-Mayer in trouwde met Artie Shaw. Esther Williams werd gecast als haar vervanger, maar kreeg al snel problemen met haar contract. Uiteindelijk ging de rol terug naar Turner.
De film was het debuut van Keenan Wynn.

## Rolverdeling
| Acteur          | Personage              |
| --------------- | ---------------------- |
| Clark Gable     | Jonathon 'Jonny' Davis |
| Lana Turner     | Paula Lane             |
| Robert Sterling | Kirk 'Junior' Davis    |
| Patricia Dane   | Crystal McRegan        |
| Reginald Owen   | Willie Manning         |
| Lee Patrick     | Eve 'Evie' Manning     |
| Charles Dingle  | George L. Stafford     |